# Alexander Friedrich (Künstler)
Otto Robert Alexander Friedrich (* 3. Dezember 1895 in Hamburg; † 28. Dezember 1968 ebenda) war ein deutscher Radierkünstler, Holzschneider und Mosaizist des frühen Expressionismus.

## Leben
Friedrich war von 1913 bis 1918 Schüler von Carl Otto Czeschka in Hamburg. Er war Mitglied der expressionistischen Künstlergruppe „Kräfte“ in Hamburg, einer Ortsgruppe der Novembergruppe (gemeinsam mit Kinner von Dresler, Paul Adolf Seehaus, Andreas Luksch und Peter Luksch). Zu seinen Künstlerfreunden zählte auch Johannes Wüsten, der ihn porträtierte und ihm seine Erzählung Ywon – Eine Geschichte vom doppelten Leben widmete.
Seine stark dem Expressionismus verpflichteten Bilderfindungen bewegen sich zwischen realistischer Naturschilderung und bizarrer Phantastik. Seine grafischen Mappenwerke (darunter Faust II, Musik, Inkarnationen, In aspectu orbis, Der Stein und Schwerindustrie) gelten aufgrund der niedrigen Auflagen als selten. In der Radierung neigte er zum experimentellen Ausweiten technischer Grenzen. Er beschäftigte sich mit Hercules Pieterszoon Seghers und der Geschichte des Tiefdrucks.
In der Zeit des Nationalsozialismus war Friedrich Mitglied der Reichskammer der bildenden Künste. Für diese Zeit ist seine Teilnahme an 16 großen Ausstellungen sicher belegt, darunter 1942 die Große Deutsche Kunstausstellung in München mit den Kupferstichen Sonderburg und Ripen. Beide Blätter wurden von Heinrich Himmler erworben. In der Zeit des Zweiten Weltkriegs arbeitete Friedrich mit dem befreundeten Hamburger Architekten Konstanty Gutschow zusammen.
Für das Treppenhaus im Hamburger Bankgebäude der Vereins- und Westbank am Alten Wall 22 schuf er 1951 zwei deckenhohe Mosaike „Stadt Hamburg“ und „Elbmündung“.
Einige seiner Werke befinden sich im Städtischen Museum Flensburg.

## Schriften
- Handlung und Gestalt des Kupferstiches und der Radierung. Essen, Fredebeul & Koenen 1931.
- Versuch über die Zerstörung Hamburgs 1943. Bericht aus Tagen Juli–August 1943. Hamburg, Schacht & Westrich 1963.

## Ehrungen
Aus Anlass des 50. Geburtstages von Adolf Hitler wurde er am 20. April 1939 zum Professor ernannt.